# Riz Ortolani
Riz Ortolani, właśc. Riziero Ortolani (ur. 25 marca 1926 w Pesaro, zm. 23 stycznia 2014 w Rzymie) – włoski kompozytor muzyki filmowej.
We wczesnych latach 50. ub. stulecia był założycielem i członkiem zespołu jazzowego cieszącego się ogólnokrajową renomą.
W 1962 Riz Ortolani udanie zadebiutował jako kompozytor muzyki filmowej pisząc ścieżkę dźwiękową do znanego filmu dokumentalnego Mondo cane w reż. Gualtiero Jacopettiego; tytułowa piosenka, „More” przyniosła kompozytorowi w 1964 nagrodę Grammy w kategorii Najlepsza kompozycja instrumentalna a ponadto była nominowana do Oscara w kategorii: Najlepsza piosenka.
W 1965 jego piosenka „Forget Domani” z filmu The Yellow Rolls-Royce – zdobyła nagrodę Złotego Globu za najlepszą piosenkę.
Sukces ścieżki dźwiękowej do Mondo cane sprawił, że kompozytorowi powierzono skomponowanie muzyki do szeregu filmów brytyjskich i amerykańskich, m.in.: The 7th Dawn (1964), The Yellow Rolls-Royce (1964), The Glory Guys (1965), The Spy with a Cold Nose (1966), Polowanie (1971), niemieckich: Old Shatterhand (1964) czy brazylijskich: O Cangaceiro (1970).
Ortolani napisał również muzykę do filmów włoskich: Il Sorpasso (1962), Io ho paura (1977), Castle of Blood (1964), Anzio, Africa addio (1966), The Bliss of Mrs. Blossom (1968), Addio Zio Tom (1971), Sette orchidee macchiate di rosso (1972), Brat Słońce, siostra Księżyc (Fratello sole, sorella luna, 1972), Nadzy i rozszarpani (Cannibal Holocaust, 1980) czy też pierwszej serii serialu kryminalnego Ośmiornica (La Piovra, 1984). Jego utwór "Oh my Live" w nagrodzonym w Cannes Drive (film 2011)... A także utworze "NóżSprawiedliwości" pewnego Wikingera.
Ogółem Ortolani napisał muzykę do ponad 200 filmów, w tym m.in. do takich gatunków jak: spaghetti western, kino eksploatacji czy Mondo movies.